# Tenerife Ladies Open 2021
Tenerife Ladies Open 2021 byl tenisový turnaj pořádaný jako součást ženského okruhu WTA Tour, který se odehrával na dvorcích s tvrdým povrchem Abama Tennis Academy. Probíhal mezi 18. až 24. říjnem 2021 v Guía de Isora na největším kanárském ostrově Tenerife jako úvodní ročník turnaje. 
Turnaj s rozpočtem 189 708 eur patřil do kategorie WTA 250. Nejvýše nasazenou hráčkou v singlové soutěži se stala sedmá tenistka světa Elina Svitolinová z Ukrajiny, kterou v úvodním kole vyřadila pozdější kolumbijská finalistka Camila Osoriová. Jako poslední přímá účastnice do dvouhry nastoupila 84. hráčka žebříčku, Slovenka Anna Karolína Schmiedlová.
První titul na okruhu WTA Tour vybojovala 21letá Američanka Ann Liová, která se premiérově posunula do elitní světové padesátky. Čtyřhru ovládl norsko-australský pár Ulrikke Eikeriová a Ellen Perezová, jehož členky odehrály první společný turnaj.

## Rozdělení bodů a finančních odměn

### Rozdělení bodů
| Soutěž  | vítězky | finalistky | semifinalistky | čtvrtfinalistky | 16 v kole | 32 v kole | Q  | Q2 | Q1 |
| ------- | ------- | ---------- | -------------- | --------------- | --------- | --------- | -- | -- | -- |
| dvouhra | 280     | 180        | 110            | 60              | 30        | 1         | 18 | 12 | 1  |
| čtyřhra | 280     | 180        | 110            | 60              | 1         | —         | —  | —  | —  |

### Finanční odměny
| dvouhra                               | 23 548 € | 13 224 € | 8 145 € | 4 677 € | 2 693 € | 2 157 € | 1 950 € | 1 270 € |
| čtyřhra                               | 8 306 €  | 4 838 €  | 3 064 € | 1 854 € | 1 412 € | —       | —       | —       |
| částky ve čtyřhře jsou uváděny na pár |          |          |         |         |         |         |         |         |

## Ženská dvouhra

### Nasazení
| Stát                         | Hráčka                   | WTA | Nasazení |
| ---------------------------- | ------------------------ | --- | -------- |
| Ukrajina                     | Elina Svitolinová        | 7.  | 1.       |
| Slovinsko                    | Tamara Zidanšeková       | 33. | 2.       |
| Španělsko                    | Sara Sorribesová Tormová | 35. | 3.       |
| Itálie                       | Camila Giorgiová         | 38. | 4.       |
| Švýcarsko                    | Viktorija Golubicová     | 46. | 5.       |
| Čína                         | Čang Šuaj                | 48. | 6.       |
| Dánsko                       | Clara Tausonová          | 49. | 7.       |
| USA                          | Alison Riskeová          | 51. | 8.       |
| Žebříček WTA k 4. říjnu 2021 |                          |     |          |

### Jiné formy účasti
Následující hráčky obdržely divokou kartu do hlavní soutěže:
- Rebeka Masárová
- Nuria Párrizasová Díazová
- Lucrezia Stefaniniová

Následující hráčka nastoupila pod žebříčkovou ochranou:
- Čeng Saj-saj

Následující hráčky postoupily do hlavní soutěže z kvalifikace:
- Aliona Bolsovová
- Jaqueline Cristianová
- Mandy Minellaová
- Donna Vekićová
- Stefanie Vögeleová
- Wang Sin-jü

Následující hráčka postoupila z kvalifikace jako šťastná poražená:
- Kaja Juvanová

### Odhlášení
před zahájením turnaje
- Caroline Garciaová → nahradila ji  Arantxa Rusová
- Magda Linetteová → nahradila ji  Greet Minnenová
- Jasmine Paoliniová → nahradila ji  Danka Kovinićová
- Rebecca Petersonová → nahradila ji  Kaja Juvanová
- Martina Trevisanová → nahradila ji  Varvara Gračovová

## Ženská čtyřhra

### Nasazení
| Stát                                                                     | Hráčka              | Stát      | Hráčka            | WTA  | Nasazení |
| ------------------------------------------------------------------------ | ------------------- | --------- | ----------------- | ---- | -------- |
| Chorvatsko                                                               | Darija Juraková     | Slovinsko | Andreja Klepačová | 43.  | 1.       |
| Japonsko                                                                 | Eri Hozumiová       | Čína      | Čang Šuaj         | 91.  | 2.       |
| Ukrajina                                                                 | Ljudmyla Kičenoková | Ukrajina  | Marta Kosťuková   | 122. | 3.       |
| Norsko                                                                   | Ulrikke Eikeriová   | Austrálie | Ellen Perezová    | 127. | 4.       |
| Žebříček WTA k 4. říjnu 2021; číslo je součtem umístění obou členek páru |                     |           |                   |      |          |

### Jiné formy účasti
Následující páry obdržely divokou kartu do čtyřhry:
- Paula Ariasová Manjónová /  Sara Sorribesová Tormová
- Cristiana Ferrandová /  Lucrezia Stefaniniová

Následující pár nastoupil pod žebříčkovou ochranou:
- Beatrice Gumuljová /  Peangtarn Plipuečová

### Odhlášení
před zahájením turnaje
- Kirsten Flipkensová /  Sie Šu-wej → nahradily je  Emina Bektasová /  Tara Mooreová
- Vivian Heisenová /  Kimberley Zimmermannová → nahradily je  Vivian Heisenová /  Andreea Mituová
- Greet Minnenová /  Alison Van Uytvancková → nahradily je  Beatrice Gumuljová /  Peangtarn Plipuečová
- Andreea Mituová /  Lesley Pattinama Kerkhoveová → nahradily je  Anna Bondárová /  Dalma Gálfiová

## Přehled finále

### Ženská dvouhra
- Ann Liová vs.  Camila Osoriová 6–1, 6–4

### Ženská čtyřhra
- Ulrikke Eikeriová /  Ellen Perezová vs.  Ljudmyla Kičenoková /  Marta Kosťuková, 6–3, 6–3